# Euryhapsis illoba
Euryhapsis illoba är en tvåvingeart som beskrevs av Donald R. Oliver 1981. Euryhapsis illoba ingår i släktet Euryhapsis och familjen fjädermyggor.
Artens utbredningsområde är Kalifornien. Inga underarter finns listade i Catalogue of Life.